# Anca Visdei
Anca Vișdei, născută în București (25 iunie 1954), este o scriitoare, dramaturgă, jurnalistă și regizoare elvețiană de expresie franceză.

## Viața
Anca Visdei a scris prima sa piesă de teatru la vârsta de paisprezece ani. La nouăsprezece ani și-a editat prima carte și tot atunci i s-a jucat și prima piesă de teatru. Urmează cursurile Institutului de teatru și cinematografie din București.
Refugiată politic în Elveția, a studiat în această țară dreptul și criminalistica la Lausanne.
Autor și scenarist, stabilită astăzi la Paris, a scris în jur de treizeci de piese de teatru, publicate de mai multe edituri, jucate atât în Franța cât și în străinătate și recompensate cu numeroase premii. Majoritatea pieselor sale de teatru și a povestirilor sale au fost preluate și transmise pe calea undelor de către posturile de radio francofone.
Anca Visdei a fost comisar la SACD, lector la Editions Gallimard jeunesse, profesor de artă dramatică la Théâtre de l'Ombre, director la redacția pariziană a magazinului Voir și director al unui Festival a filmului de Artă și Arhitectură.
Anca Visdei a mai scris piese de teatru pentru tineri, povestiri {Povestioare crude}, nuvele și scenarii pentru televiziune {scheciuri, seriale televizate, filme documentare pentru TF1, M6 și La Sept} și pentru cinema {un lung metraj}. A mai scris și un roman , Veșnica îndrăgostită… Deocamdată atât!
STUDII
Anca Visdei a urmat cursurile Liceului Gheorghe Lazăr si Institutului de teatru și cinematografie din București. Exilată în Elveția, ea a și-a luat licența și apoi doctoratul în drept în 1979. A mai urmat și un al treilea ciclu de studiu: cursuri de criminalistică. După terminarea studiilor, a lucrat ca învățătoare, apoi asistentă la catedra de drept internațional public la Universitatea de la Lausanne{1980}. La Paris, a urmat cursurile de teatru ale lui Véra Gregh.

## Opera
ACTIVITATE JURNALISTICĂ
Anca Visdei a lucrat și ca critic de cinema și teatru:
-în Franța: (Les Nouvelles Littéraires, L'Evénement du Jeudi, Cosmopolitan, Le Figaro, L’Avant-Scène Théâtre et Cinéma, Magazine Hebdo, Radio France Internationale, France Culture)
-în Elveția: ( Nouveau Quotidien, Emois, Gazette de Lausanne, Journal de Genève, L’Hebdo, Radio Suisse Romande)
Ea a semnat numeroase articole, reportaje și convorbiri cu marile personalități ale lumii culturale {Gabriel-Garcia Marquez, Jean Anouilh, Friedrich Dürrenmatt, Eugen Ionescu, Milan Kundera, Emil Cioran, Pierre Desproges}. Timp de patru ani, Anca Visdei a fost responsabilă cu redacția pariziană a revistei elvețiene Voir.
ACTIVITATE ÎN ÎNVĂȚĂMÂNT
Anca Visdei a fost profesor de artă dramatică la Ecole du Théâtre de l'Ombre de la Paris. Ea coordona atelierele de interpretare sau de compoziție în mediu școlar, la amatori și în festivalurile de teatru. Vezi și Femeia grăbită.
ACTIVITATEA ÎN DOMENIUL POVEȘTILOR
Anca Visdei a scris și montat patru spectacole cu Povești:
< Calul magic >, <Poveștiri din Balcani >, <Poveștiri de Crăciun >, < Capelana nebună >.
FESTIVAL DE FILM
După decesul tatălui său, arhitectul George Visdei, ea a coordonat cele două festivaluri pe care le-a fondat: un festival al filmului de artă și un festival al filmului de arhitectură. Bernard Miyet și Anca Visdei - palmaresul Festivalului de film de artă la Cinemateca din Lausanne.
TEATRU {Teatru pentru adulți}:
-Frumoase,bogate și celebre
-Madam Shakespeare
-Domnișoara Chanel
-Întotdeauna împreună/Puck în România
-Medeea de la Saint-Médard
-Toc și Boc, eroi ai umanității
-Dona Juana
-Fotografia de clasă
-Pacienta
-Atrocitatea stilată a unui seducător
-De la aur la bară
-Știți să-l înfășați pe Léon?
-Complexul lui Orfeu
-Cartofii sunt în floare
-Și totuși
-Alunecări
-Complotul de generații
-Callas a mea
-Geloșii
Inedite :
-Doi și jumătate
-Noe
-Tata Lear
-Urban media trash
-Poveste de dragoste
-Văzătoarea
-Orfeu
-Întoarcerea
TEATRU {Teatru pentru tineret}:
-Prințesa măritată cu primul venit
-Secretul merelor de aur
-Prințesa și arhitectul
-Pielea de măgar
Piese scurte:
-René și Julieta
-Confesiunile unui măr
-Și Dumnezeu îl creă... pe om
-Plenitudine verbală
-Joc de dragoste
-Secretul lui Don Juan
-Trenulețele din Grausburg
-Fraise-Quinine
-Impactul unui glonț
-O viața are mii de aspecte
TEATRU în colaborare:
-Peripateticienii
-Din mamă în fiică
-Piesă de artă bufonă redactată la mai multe mâini
ADAPTĂRI:
-Domnul Leonida
-Al doilea tur
ADAPTĂRI scrise în colaborare:
-Trei oameni într-un vapor
PROZĂ :
Povestiri
-Povestioare crude
Nuvele
-Portărița cea uimitoare
-Curs privat
Roman
-Veșnica îndrăgostită
Diverse 
-Picioare de femei
-Dragoste ,noroc și reușită
Antologii și teze
-Manuale
-Monologuri în scenă 1
-Actrițe pe scenă Volumul 4
-Actrițe pe scenă
-Însemnări despre democrație
-Oglinda celuilalt {teză}
Scenarii pentru televiziune și cinematograf
-Repaus de afaceri( TF1)
-Dreptul la azil( M6)
-Scheciuri (Clasa, Teatrul Mic al lui Bouvard)
-Copilul David
-lung metraj «ARTHUR KOESTLER» (producție Molecule)